# Joyner Lucas
 (mars 2020).
Pour les articles homonymes, voir Lucas.
Gary Maurice Joyner Lucas Jr, né le 17 août 1988 à Worcester dans le Massachusetts, est un rappeur américain.

## Biographie
Joyner Lucas a d'abord été acclamé[réf. nécessaire] après la sortie de son single Ross Capicchioni en 2015. En juin 2017, il sort sa quatrième mixtape intitulé 508-507-2209. En novembre 2017, il sort son single I'm not Racist. La vidéo de ce single est nommée pour un Grammy Awards[réf. nécessaire].
En 2020, Joyner sort son premier album ADHD (en français TDAH, dont il souffre depuis son enfance).
Joyner Lucas est également connu pour avoir remixé des chansons telles que Panda de Desiigner, Mask Off de Future, Gucci Gang de Lil Pump et Bank Account de 21 Savage.
En 2015, il fonde la plateforme musicale Tully.

## Discographie

### Albums studio
- 2020 : ADHD, Twenty Nine Music Group

### EP
- 2020 : Evolution, Twenty Nine Music Group

### Mixtapes
- 2011 : Listen to Me, Dead Silence
- 2013 : Low Frequency Oscillators, Dead Silence
- 2015 : Along Came Joyner, Dead Silence
- 2017 : 508-507-2209, Atlantic

#### Mixtapes en collaboration
- 2007 : Workprint: The Greatest Mixtape of All Time, avec Film Skool Rejekts
- 2008 : Midnight Movie, avec Film Skool Rejekts
- 2010 : Side Bettin Vol. 1, avec HeadCrack
- 2010 : Music For The B*tches, avec Film Skool Rejekts
- 2011 : Mind Ya Business: the Greatest Mixtape of All Time Pt.2 (A Tribute to EPMD), avec Film Skool Rejekts

## Filmographie
- 2023 : The Family Plan de Simon Cellan Jones
- 2024 : Bad Boys: Ride or Die d'Adil El Arbi et Bilall Fallah